# Episodi di La signora e il fantasma (seconda stagione)
La seconda stagione della serie televisiva La signora e il fantasma (The Ghost and Mrs. Muir) è andata in onda negli Stati Uniti dal 18 settembre 1969 al 13 marzo 1970 sulla ABC.
| nº | Titolo originale              | Prima TV USA      | Titolo italiano | Prima TV Italia |
| -- | ----------------------------- | ----------------- | --------------- | --------------- |
| 1  | The Great Power Failure       | 18 settembre 1969 |                 |                 |
| 2  | Centennial                    | 25 settembre 1969 |                 |                 |
| 3  | There's a Seal in My Bathtub  | 2 ottobre 1969    |                 |                 |
| 4  | Double Trouble                | 9 ottobre 1969    |                 |                 |
| 5  | Today I Am a Ghost            | 16 ottobre 1969   |                 |                 |
| 6  | Madam Candidate               | 23 ottobre 1969   |                 |                 |
| 7  | Not So Desperate Hour         | 30 ottobre 1969   |                 |                 |
| 8  | Medium Well Done              | 6 novembre 1969   |                 |                 |
| 9  | Surprise Party                | 13 novembre 1969  |                 |                 |
| 10 | The Firehouse Five Plus Ghost | 20 novembre 1969  |                 |                 |
| 11 | Spirit of the Law             | 27 novembre 1969  |                 |                 |
| 12 | Puppy Love                    | 11 dicembre 1969  |                 |                 |
| 13 | Host to the Ghost             | 18 dicembre 1969  |                 |                 |
| 14 | The Ghost of Christmas Past   | 25 dicembre 1969  |                 |                 |
| 15 | Ladies' Man                   | 1º gennaio 1970   |                 |                 |
| 16 | Not So Faust                  | 8 gennaio 1970    |                 |                 |
| 17 | Tourist, Go Home              | 23 gennaio 1970   |                 |                 |
| 18 | No Hits, No Runs, No Oysters  | 30 gennaio 1970   |                 |                 |
| 19 | Dig for the Truth             | 6 febbraio 1970   |                 |                 |
| 20 | Pardon My Ghost               | 13 febbraio 1970  |                 |                 |
| 21 | Martha Meets the Captain      | 20 febbraio 1970  |                 |                 |
| 22 | Amateur Night                 | 27 febbraio 1970  |                 |                 |
| 23 | Curious Cousin                | 6 marzo 1970      |                 |                 |
| 24 | Wedding Day                   | 13 marzo 1970     |                 |                 |

## The Great Power Failure
- Prima televisiva: 18 settembre 1969
- Diretto da: Jay Sandrich
- Scritto da: Dan Beaumont, Joel Kane

### Trama
- Guest star: Betsy Jones-Moreland (Mrs. Post), Treva Frazee (Mrs. Jenkins), Ceil Cabot (Mrs. Vogel), Mason Curry (Deke Tuttle)

## Centennial
- Prima televisiva: 25 settembre 1969
- Diretto da: Jay Sandrich

### Trama
- Guest star: George Mitchell (Jonah Applewhite), Irwin Charone (Delbert Peterson), Mason Curry (Deke Tuttle)

## There's a Seal in My Bathtub
- Prima televisiva: 2 ottobre 1969
- Diretto da: John Erman
- Scritto da: Myles Wilder, William Raynor

### Trama
- Guest star: Irwin Charone (Delbert Peterson), Algie The Seal (se stesso)

## Double Trouble
- Prima televisiva: 9 ottobre 1969
- Diretto da: John Erman
- Scritto da: Jean Holloway

### Trama
- Guest star: Lee Philips (George), Peter Hale (Harry), Vince Deadrick Sr. (uomo nella covertibile)

## Today I Am a Ghost
- Prima televisiva: 16 ottobre 1969
- Diretto da: Lee Philips
- Scritto da: Si Rose

### Trama
- Guest star: Dom DeLuise (Eddie Applegate)

## Madam Candidate
- Prima televisiva: 23 ottobre 1969

### Trama
- Guest star: Ed Begley (Leander Whipple), Guy Raymond (Mr. Peevey), William Lanteau (Seth), Mason Curry (Deke), Alice Backes (Mrs. Peterson), Ceil Cabot (Mrs. Vogel)

## Not So Desperate Hour
- Prima televisiva: 30 ottobre 1969

### Trama
- Guest star: Guy Marks (Duke), Elisha Cook Jr. (Frankie), Bern Hoffman (Biff), Guy Raymond (Mr. Peevey)

## Medium Well Done
- Prima televisiva: 6 novembre 1969
- Diretto da: Jay Sandrich
- Scritto da: Gerald Gardner, Dee Caruso

### Trama
- Guest star: Shirley Booth (Madame Tibaldi), William Lanteau (Seth)

## Surprise Party
- Prima televisiva: 13 novembre 1969
- Diretto da: Gary Nelson
- Scritto da: Ed Scharlach, Peggy Elliott

### Trama
- Guest star:

## The Firehouse Five Plus Ghost
- Prima televisiva: 20 novembre 1969
- Diretto da: Gary Nelson

### Trama
- Guest star: Avery Schreiber (commissaria Lilly), William Lanteau (Seth), Mason Curry (Deke), Guy Raymond (Mr. Peevey)

## Spirit of the Law
- Prima televisiva: 27 novembre 1969
- Diretto da: John Erman
- Scritto da: Joseph Bonaduce

### Trama
- Guest star: Jack Burns (Frank Donaldson), Guy Raymond (Mr. Peevey), Gil Stuart (Abbott), J. Pat O'Malley (giudice Hickox])

## Puppy Love
- Prima televisiva: 11 dicembre 1969
- Diretto da: John Erman

### Trama
- Guest star: Mark Lester (Mark Helmore)

## Host to the Ghost
- Prima televisiva: 18 dicembre 1969
- Diretto da: Bruce Bilson
- Scritto da: Ron Friedman

### Trama
- Guest star: Guy Raymond (Mr. Peevey), Kathleen Freeman (Charity), Gil Lamb (Harvey)

## The Ghost of Christmas Past
- Prima televisiva: 25 dicembre 1969
- Diretto da: Jay Sandrich
- Scritto da: Jean Holloway

### Trama
- Guest star:

## Ladies' Man
- Prima televisiva: 1º gennaio 1970
- Diretto da: John Erman
- Scritto da: Howard Leeds

### Trama
- Guest star: Ellen Weston (Betty), Eileen Brennan (Paula Tardy), Reva Rose (Helen), Ray Fine (Maitre d')

## Not So Faust
- Prima televisiva: 8 gennaio 1970
- Diretto da: Lee Philips
- Scritto da: Don Nelson, Arthur Alsberg

### Trama
- Guest star: Laurie Main (Nero), Gloria Hill (Enid), Stanley Adams (Blackbeard), Jim Boles (Jesse James), Nina Martinez (Consuelo), Joe Flynn (George Turner)

## Tourist, Go Home
- Prima televisiva: 23 gennaio 1970
- Diretto da: Lee Philips
- Scritto da: Dan Beaumont, Joel Kane

### Trama
- Guest star: Kenneth Mars (Joshua T. Albertson), Guy Raymond (Mr. Peevey), Gil Lamb (Harvey), Mason Curry (Deke), Marc Zaitsoff (uomo meccanico)

## No Hits, No Runs, No Oysters
- Prima televisiva: 30 gennaio 1970
- Diretto da: David Alexander
- Scritto da: John Fenton Murray

### Trama
- Guest star: Guy Raymond (Mr. Peevey), William Lanteau (Seth Duncan), Harold Peary (Smead), Patty Regan (Mrs. Shoemaker), Michael Barbera (Danny)

## Dig for the Truth
- Prima televisiva: 6 febbraio 1970
- Diretto da: Lee Philips
- Scritto da: Ruth Brooks Flippen

### Trama
- Guest star: Dan Tobin (Mr. Hampton), Renie Riano (Miss Stoddard), John Garrison (Andrew)

## Pardon My Ghost
- Prima televisiva: 13 febbraio 1970

### Trama
- Guest star: Guy Raymond (Mr. Peevey), Dan Tobin (Mr. Hampton), Mason Curry (Deke Tuttle), Burt Mustin (Mr. Homer)

## Martha Meets the Captain
- Prima televisiva: 20 febbraio 1970

### Trama
- Guest star: Guy Raymond (Mr. Peevey)

## Amateur Night
- Prima televisiva: 27 febbraio 1970
- Diretto da: Jay Sandrich
- Scritto da: Arthur Alsberg, Don Nelson

### Trama
- Guest star: Bob Williams (Bob Mason), Guy Raymond (Mr. Peevy), Mason Curry (Deke), Gil Lamb (Harv), Ben Lessy (Monte Marcus), Benny Rubin (Heckler)

## Curious Cousin
- Prima televisiva: 6 marzo 1970

### Trama
- Guest star: Alice Ghostley (Harriet)

## Wedding Day
- Prima televisiva: 13 marzo 1970
- Diretto da: John Erman
- Scritto da: Jean Holloway

### Trama
- Guest star: Leon Ames (Bradford Williams), Jane Wyatt (Emily Williams), Milton Parsons (reverendo Farley), Ted Blair (maitre dell'otel)